# Форт Пек (Монтана)
Форт Пек (енгл. Fort Peck) град је у америчкој савезној држави Монтана.

## Демографија
По попису из 2010. године број становника је 233, што је 7 (-2,9%) становника мање него 2000. године.
| Група             | 2000.       | 2010.       |
| Белци             | 231 (96,3%) | 218 (93,6%) |
| Афроамериканци    | 0 (0,0%)    | 0 (0,0%)    |
| Азијати           | 0 (0,0%)    | 1 (0,4%)    |
| Хиспаноамериканци | 0 (0,0%)    | 0 (0,0%)    |
| Укупно            | 240         | 233         |